# Václav Vlček
Václav Vlček, född 1 september 1839 i Střechov nad Sázavou, död 17 augusti 1908 i Vinohrady, Prag, var en tjeckisk författare.
Vlček uppsatte 1871 tidskriften "Osvěta" med huvudsakligen skönlitterärt och populärvetenskapligt innehåll. I hans många historiska romaner med fosterländska ämnen framträder en stark tro på Böhmens självständighet och på den panslavistiska idén. Sina egna levnadsminnen meddelade han i flera skrifter 1897 och senare.